# Titanic Belfast
Il Titanic Belfast è un'attrazione turistica aperta nel 2012 a Belfast sul famoso RMS Titanic. Il museo è situato nel Titanic Quarter. Ogni anno 3 milioni di persone visitano il Titanic Belfast. È il progetto turistico più costoso mai creato in Irlanda del Nord.

## Storia
L'edificio è stato inaugurato nel 2012 in tempo per il primo anniversario sul centenario del naufragio del Titanic. Il finanziamento originale (£ 20 milioni) proveniva da sovvenzioni europee basate su domande presentate dal Northern Ireland Tourism Board e dal Department of Trade and Investment. Gli altri finanziamenti provenivano da vari enti, organizzazioni e imprese, tra cui: il Consiglio comunale di Belfast che ha donato 10 milioni di sterline e i Belfast Harbour Commissioners e il Titanic Quarter Development Group, che hanno anche donato oltre 10 milioni di sterline ciascuno. 

## Descrizione
Il Titanic Belfast è un enorme centro visitatori di 14.000 m2. dove ci sono nove gallerie interattive, ricostruzioni dei ponti e delle cabine della nave, un teatro con esplorazione sottomarina, un centro conferenze e una sala banchetti, che serve 1000 persone contemporaneamente.

## Edificio
Il design di questo edificio è veramente notevole. La struttura è composta da 3.000 pannelli di alluminio ed è stato costruito nel punto in cui la nave ha toccato l'acqua per la prima volta. Questo design unico si basa sullo scafo del Titanic, sui cristalli di ghiaccio e sullo stemma della White Star Line. Vari architetti sono stati responsabili della progettazione e della costruzione, iniziata nel 2009 e costata 90 milioni di sterline, tra cui Eric Kuhne e Mark Evans di Civic Arts/Eric R. Kuhne & Associates e Todd Architects.
Il museo ha ottenuto il primo posto ai World Travel Awards per l'anno 2016. Oltre un milione di persone provenienti da 216 paesi hanno votato per il museo.